# Ведауи (Алабама)
Ведауи (енгл. Wedowee) град је у америчкој савезној држави Алабама. По попису становништва из 2010. у њему је живело 823 становника.

## Демографија
Према попису становништва из 2010. у граду је живело 823 становника, што је 5 (0,6%) становника више него 2000. године.
| Група             | 2000.       | 2010.       |
| Белци             | 561 (68,6%) | 552 (67,1%) |
| Афроамериканци    | 247 (30,2%) | 254 (30,9%) |
| Азијати           | 4 (0,5%)    | 1 (0,1%)    |
| Хиспаноамериканци | 1 (0,1%)    | 11 (1,3%)   |
| Укупно            | 818         | 823         |